# Hôtel d'Aumont (Josselin)
Pour les articles homonymes, voir Aumont.
Ne doit pas être confondu avec l'hôtel d'Aumont de Paris.
L'hôtel d'Aumont est un hôtel particulier de Josselin dans le Morbihan (France).

## Localisation
Le bâtiment est situé au no 6 de la rue des Devins.

## Historique
L'hôtel est construit dans les années 1760.
Il est inscrit au titre des monuments historiques par l'arrêté du 4 juin 2007.

## Architecture
L'hôtel d'Aumont est construit suivant un plan en « L » et sur trois niveaux.
La décoration intérieure est soignée et comprend lambris chantournés, cheminées à tablettes, peintures sur soie chinoises…